# おかたに病院
おかたに病院（おかたにびょういん）は、医療法人岡谷会が奈良県奈良市南京終町に設置する病院である。救急告示病院。
全日本民主医療機関連合会（民医連）に加盟している。社会福祉法に基づく無料定額診療を実施している。

## 沿革
(この節の出典)
- 1946年 - 奈良市高畑町に「岡谷医院」を開設。
- 1953年 - 全国民医連（後の全日本民医連）に加盟。
- 1958年 - 奈良市中筋町に岡谷病院を開設。
- 1966年 - 火災。3日後から診療を再開。
- 1967年 - 奈良市西木辻町へ112床の病院として再建。
- 2002年 - 現在地に新築・移転。おかたに病院に表記変更。

## 診療科
(この節の出典)
- 内科
- 消化器内科（胃腸内科）
- 呼吸器内科
- 循環器内科
- 外科
- 整形外科
- 泌尿器科
- 肛門外科
- リハビリテーション科
- 放射線科

## 医療機関の認定
(この節の出典)
- 保険医療機関
- 労災保険指定医療機関
- 生活保護法指定医療機関
- 公害医療機関
- 原子爆弾被爆者一般疾病医療取扱医療機関
- 原子爆弾被害者医療指定医療機関
- 高齢者の医療の確保に関する法律(昭和57年法律第80号)第7条第1項に規定する医療保険各法及び同法に基づく療養等の給付の対象とならない医療並びに公費負担医療を行わない医療機関
- 在宅療養支援病院
- 臨床研修病院
- 結核指定医療機関
- 無料低額診療事業実施医療機関

## 差額ベッド料について
病院の理念により、差額ベッド料（個室料）を徴収していない。

## 関連人物
- 辻第一（医師、元衆議院議員） - 岡谷病院に勤務していた(1955年₋1963年)。

## 交通アクセス
奈良交通市内循環「八軒町」下車、南へ徒歩5分。